# Виллебрук
Виллебрук (нід. Willebroek) — комуна в провінції Антверпен, Бельгія. До муніципалітету входять міста Бласвелд, Гейдонк, Тиссельт, Кляйн Виллебрук, та Виллебрук власне. У 2021 році комуна Виллебрук мала 27 081 жителів. Загальна площа 27,41 км². Виллебрук з'єднаний з Брюсселем каналом Брюссель — Шельда.